# قسطنطين الثالث (ملك)
قسطنطين الثالث (بالإنجليزية: Constantine III, King of Armenia)‏ (و. 1313 – 1362 م) هو ملك من أرمينيا، تولى مقاليد الحكم في عام 1344حتى عام 1362، توفي عن عمر يناهز 49 عاماً.

## مناصب
تولى منصب ملك أرمينيا.